# Якушев, Александр Георгиевич
Александр Георгиевич Якушев (род. 24 октября 1952, Курган) — российский государственный и партийный деятель, руководитель Администрации города Кургана (2008—2014), член Регионального политического совета Курганского регионального отделения Всероссийской политической партии «Единая Россия» (2015—2019). Председатель избирательной комиссии города Кургана состава 2017—2022 годов.

## Биография
Александр Георгиевич Якушев родился 24 октября 1952 года в городе Кургане.
В 1970—1972 гг. служил в рядах Советской Армии, старший лейтенант.
С 1973 года по 1997 год работал на Курганском заводе дорожных машин: электросварщиком, старшим мастером, заместителем начальника цеха, начальником цеха, начальником производственного отдела, главным технологом, секретарём парткома, начальником отдела капитального строительства.
С 1980 года член КПСС. Избирался депутатом городского Совета.
В 1981 году окончил Курганский машиностроительный институт по специальности «Оборудование и технология сварочного производства».
В 1991 году окончил Уральский социально-политический институт по специальности «Теория социально-политических отношений».
В 1997—1999 годах первый заместитель руководителя Департамента федеральной государственной службы занятости населения по Курганской области.
В 1999—2004 годах начальник Курганского межтерриториального управления занятости.
В 2003 году прошёл краткосрочное обучение в Академии народного хозяйства при Правительстве Российской Федерации по программе «Кадровый менеджмент в государственной службе».
С сентября 2004 года по апрель 2005 года директор ГУ «Курганский межрайонный центр занятости».
С апреля 2005 года первый заместитель руководителя администрации города Кургана, директор Департамента развития городского хозяйства.
С августа 2008 года член партии «Единая Россия».
14 августа 2008 года избран руководителем Администрации города Кургана. Он получил поддержку 17 депутатов из 24. С ним был заключён контракт на 3 года. На должность своего первого заместителя он предложл кандидатуру своего оппонента по выборам Юрия Валерьевича Коева.
28 сентября 2011 года повторно избран руководителем Администрации города Кургана, набрав 22 голоса из 24 возможных. Его оппоненты, председатель Союза транспортников Курганской области Алексей Викторович Кирпищиков и заместитель генерального директора ОАО «Ассортимент» Евгений Симонов получили всего по одному голосу каждый. Остальные четверо кандидатов не набрали ни одного голоса: первый заместитель руководителя администрации города — директор департамента городского хозяйства Юрий Коев, заместитель директора городского департамента имущественных и земельных отношений Виктор Владиславович Лушников, руководитель регионального исполкома партии «Правое дело» Сергей Анатольевич Мазалов, начальник Октябрьского территориального отдела администрации Копейского городского округа Челябинской области Андрей Павлович Радионов.
14 сентября 2014 года избран депутатом Курганской городской Думы шестого созыва по округу № 7 (2014—2019 гг.). За него проголосовало 1855 избирателей (61,75 %).
17 сентября 2014 года Курганская городская Дума провела внеочередное, 71 заседание и приняла досрочную отставку сити-менеджера Александра Якушева по собственному желанию. В соответствии с решением депутатов, до назначения руководителя Администрации города Кургана по конкурсу временно исполнять его обязанности будет Игорь Зворыгин, директор Департамент финансов администрации города Кургана. Игорь Вячеславович исполнял обязанности руководителя Администрации с 8 августа 2014 года, в связи с уходом в очередной отпуск А. Г. Якушева и началом его предвыборной кампании.
1 октября 2014 года, на внеочередном заседании Курганской городской Думы Глава города Кургана Сергей Владимирович Руденко выдвинул кандидатуру Александра Якушева на должность заместителя председателя Курганской городской Думы шестого созыва. Его кандидатура стала единственной в избирательном бюллетене. Присутствовало 23 из 25 депутатов. Якушева поддержал 21 депутат, один высказался против, ещё один бюллетень были признан недействительным.
Член Регионального политического совета Курганского регионального отделения Всероссийской политической партии «Единая Россия»: избран 
16 января 2015 года доизбран в состав Регионального политического совета Курганского регионального отделения Всероссийской политической партии «Единая Россия». 24 декабря 2016 года избран в новый состав Регионального политического совета Курганского регионального отделения Всероссийской политической партии «Единая Россия». На состоявшемся 31 января 2019 года конференции «Единой России» не был избран.
В соответствии с Постановлением Главы города Кургана от 28 апреля 2017 года № 82 «Об организации работы с избирателями одномандатного избирательного округа № 6», после досрочного прекращения полномочий депутата Курганской городской Думы шестого созыва Мазеина Александра Германовича прием на округе вёл Якушев А.Г.
30 мая 2017 года Курганская городская Дума сегодня досрочно прекратила полномочия депутата Александра Якушева в связи с его отставкой по собственному желанию. Также прекращены его полномочия как заместителя председателя думы на постоянной основе.
5 июля 2017 года путем тайного голосования единогласно избран председателем избирательной комиссии города Кургана состава 2017—2022 годов. На первом заседании присутствовали 9 из 12 членов избирательной комиссии города Кургана.
С 28 февраля 2017 года координатор Федерального партийного проекта партии «Единая Россия» «Детские сады – детям».
С 2019 года координатор Федерального партийного проекта партии «Единая Россия» «Новая школа».

## Награды и звания
- Медаль «За заслуги в проведении Всероссийской переписи населения», 2003 год
- Медаль «За заслуги в проведении Всероссийской сельскохозяйственной переписи 2006 года», 2006 год
- Ведомственный знак отличия «За заслуги в проведении Всероссийской переписи населения», 2012 год
- Медаль «За содружество во имя спасения», 2010 год
- Медаль «Маршал Василий Чуйков», 2012 год
- Нагрудный знак «За активное участие во Всероссийской переписи», 2003 год
- Ведомственный знак отличия «За заслуги в проведении Всероссийской переписи населения», 2012 год
- Почетная грамота Министерства труда и социального развития Российской Федерации, 2002 год
- Почетная грамота Правительства Курганской области, 2012 год
- Почетная грамота Управления по физической культуре, спорту и туризму Курганской области, 2009 год
- Почетная грамота Главы города Кургана, 2011 год
- Почетная грамота Администрации города Кургана, 2002 год
- Почётная грамота Курганской городской Думы, 30 мая 2017 года[15]
- Благодарственное письмо Губернатора Курганской области — трижды: 2003 год, 2006 год, 2013 год
- Благодарственное письмо Департамента Федеральной государственной службы занятости, 2004 год

## Семья Жена — Нина Михайловна
- Сын — Роман
- Дочь — Кристина
- Внук-Никита
- Внук-Георгий
- Внучка-София
- Внучка-Таисия